# Ruy López de Villalobos

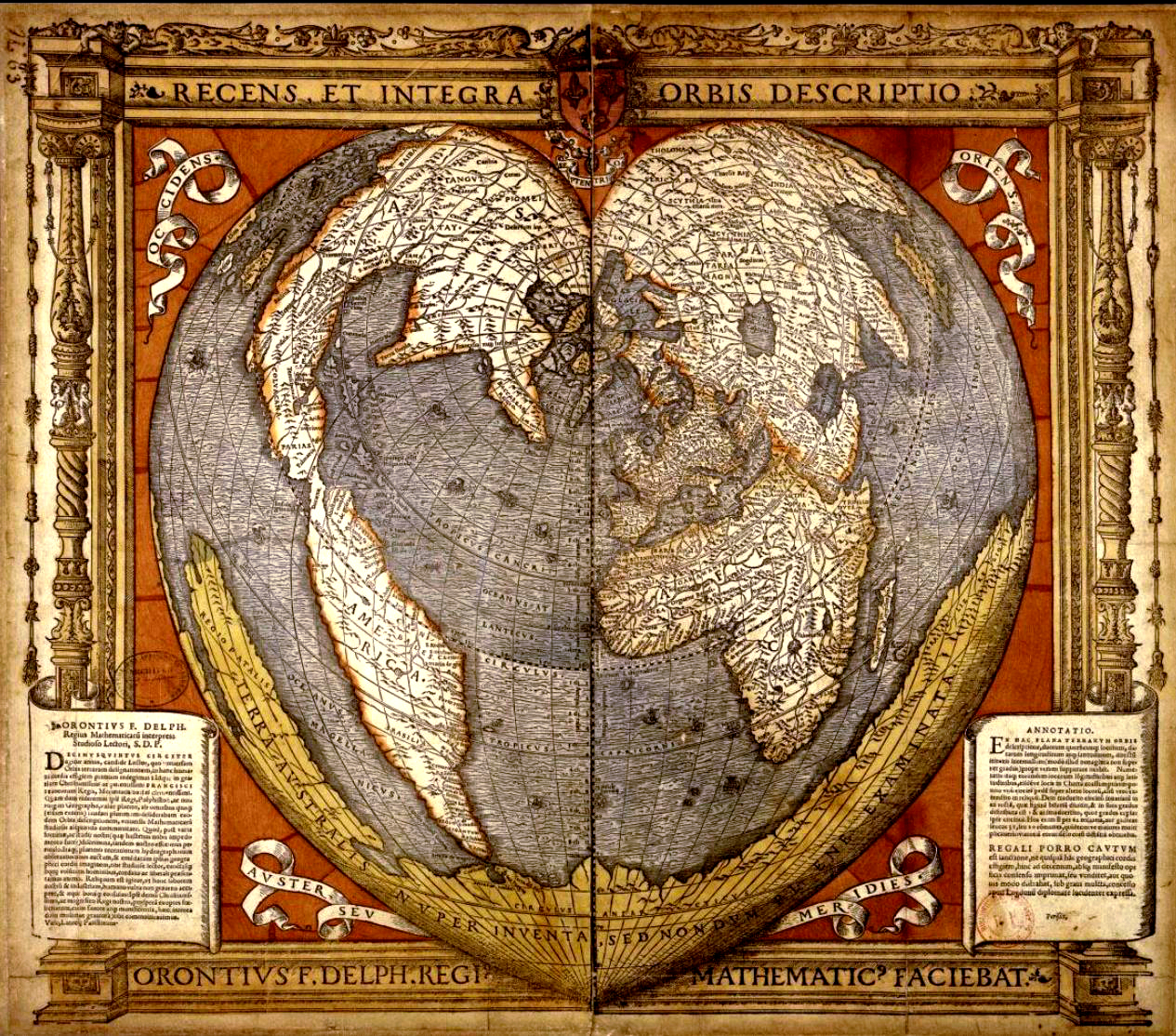
Den kända världen kring 1536

Ruy López de Villalobos, född troligen 1500 möjligen i Málaga (1) eller i Toledo (2) Spanien, död 1546 i Ambonön bland Moluckerna. Villalobos var en spansk sjöfarare och upptäcktsresande som 1543 blev den förste att sikta Palauöarna och som gav Filippinerna sitt nuvarande namn.

## Villalobos tidiga liv
Inget är känt om Villalobos tidiga liv, men han har mönstrat på i den spanska flottan och hamnade senare i "Nueva España" (Nya Spanien, nuvarande Mexiko) där han 1540 var känd som skicklig navigatör (3).
1541 utser Antonio de Mendoza, den förste vicekungen av Nya Spanien efter uppdrag av kung Carlos V Villalobos att leda en expedition västerut. Målet var att hitta och kolonisera "Islas del Poniente" (Öarna i väst) (4), de Kryddöar som i enlighet med "Tratado de Zaragoza" (Zaragozafördraget) från 1529 ännu inte styrdes av Portugal (5).

## Expeditionen i Stilla Havet
Att hitta en rutt västerut till Ostindien hade varit ett mål ända sedan Ferdinand Magellan 1521 fann den nya sjövägen västerut till Stilla havet genom vad idag kallas Magellans sund. Tre tidigare expeditioner, 1525 under Loaisa, 1526 under Caboto och 1527 under Saavedra hade redan misslyckats att nå detta mål. Misslyckandet berodde till stor del på passadvindarna vilka gav ständig motvind och omöjliggjorde en återfärd österut.
Den 1 november 1542 (6) lämnade Villalobos hamnen La Navidad i Jalisco på Mexikos västra kust med en konvoj om 4 (7), 5 (8) eller 6 (9) fartyg och en besättning på mellan ca 370 till 500 man. I konvojen ingick flaggskeppet "Santiago" (10) och fartyget "San Juan de Letran" (11) och möjligen även fartygen "San Jorge", "San Antonio", "San Cristobal" och "San Martin".
Resan gick västerut där Villalobos troligen i december först återupptäckte ön San Benedicto och sedan möjligen även upptäckte Roca Partida bland Revillagigedoöarna. Senare under resan upptäcks möjligen även Kwajalein, Ujelang och Wotje bland Marshallöarna (12). Här skiljs fartyget "San Cristobal" under Gines de Mafras befäl från konvojen under en storm.
1543 upptäckte Villalobos sedan Palauöarna (13).
Den 2 februari 1543 nådde konvojen slutligen Mindanaoön (14) eller Luzon (15) bland Filippinerna som han döpte till "Caesarea Caroli" (Kung Carlos) för att hedra den spanske kungen. Kort därefter skickade Villalobos 3 fartyg åter till Nya Spanien för att hämta förnödenheter samtidigt som fartyget "San Cristobal" lyckas återförena sig med konvojen. Efter en viloperiod på ön tog förråden slut och resan fortsatte söderut tills man nådde öarna Samar och Leyte vilka han döpte till "Las Islas Felipinas" (Filippinerna) för att hedra tronarvingen prins Filip av Asturien, den blivande kungen Filip II av Spanien.
Villalobos började bygga bosättningar på öarna men tvingades senare att överge dessa beroende på den fientliga lokalbefolkningen. Man fortsatte söderut och landsteg kring Sarangani (16). I augusti skickas nu "San Juan de Letran" under Bernado de la Torres befäl åter till Nya Spanien för att inhämta förnödenheter men även denna gång misslyckas återfärden österut. Under tiden tvingades man återigen att överge den påbörjade bosättningen på grund av brist på förnödenheter och den fientliga lokalbefolkningen.
Då inget understöd anlände från Nya Spanien beslöt Villalobos nu att söka fristad i de portugisiska Moluckerna och begav sig mot Tidore dit han anlände den 24 april 1546 (17). Vid ankomsten arresterades Villalobos och den återstående besättningen på 147 sjömän (18). Kort därefter avlider Villalobos sedan i fångenskap på Ambonön.

## Eftermäle
Några av besättningen lyckades senare fly ur fångenskapen och 1549 ta sig tillbaka till Nya Spanien för att avlämna rapport över expeditionen, bland dessa fanns Gines de Mafra och Guido de Lavezaris som senare skulle bli Filippinernas andre guvernör.
Först 1565 lyckades conquistadoren Don Miguel López de Legazpi etablera en spansk koloni på Filippinerna och Andrés de Urdaneta skulle bli den förste att hitta en rutt österut över Stilla havet.